# 果戈里大道

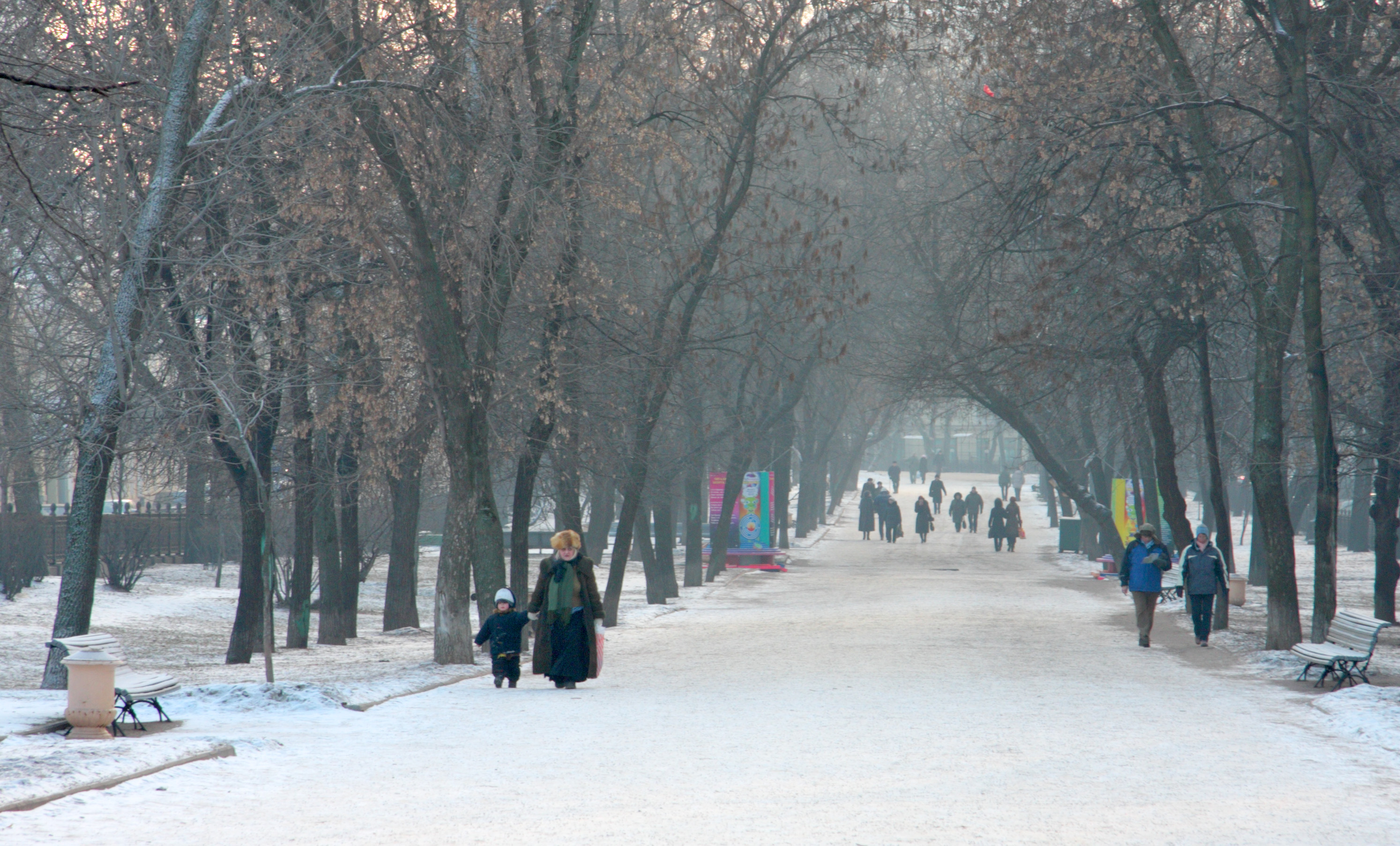

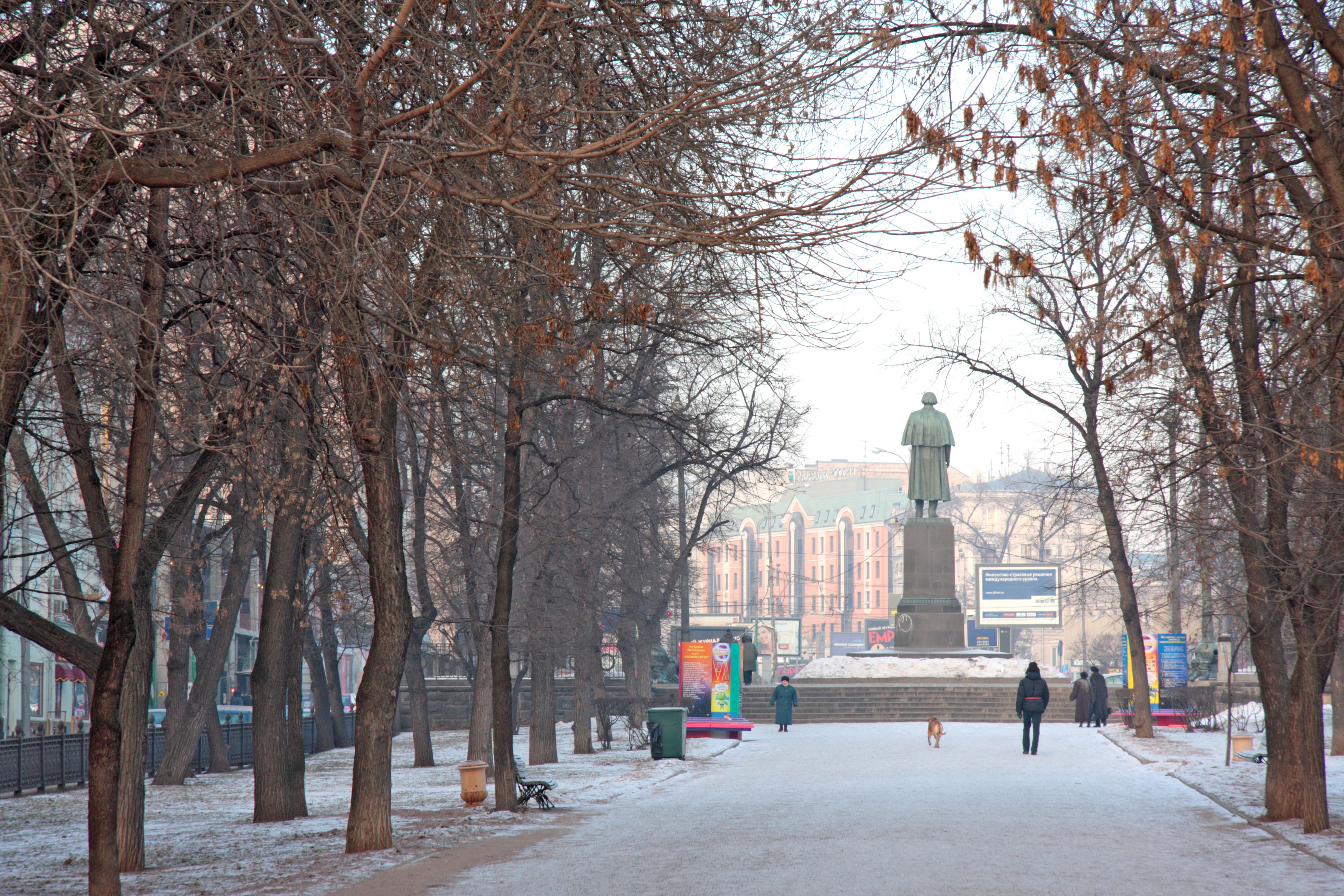
阿尔巴特广场果戈里纪念碑

55°44′56″N 37°36′0″E / 55.74889°N 37.60000°E
果戈里大道（羅馬化：Gogolevskiy bulvar）是俄罗斯莫斯科的一条重要街道，靠近阿尔巴特区，得名于烏克蘭裔作家果戈里。
果戈里大道开始于基督救世主主教座堂，莫斯科林荫环路的起点。果戈里大道由此向东北延伸，结束于阿尔巴特广场，继续延伸就是尼基茨基大道。